# Kvarteret Ortdrivaren

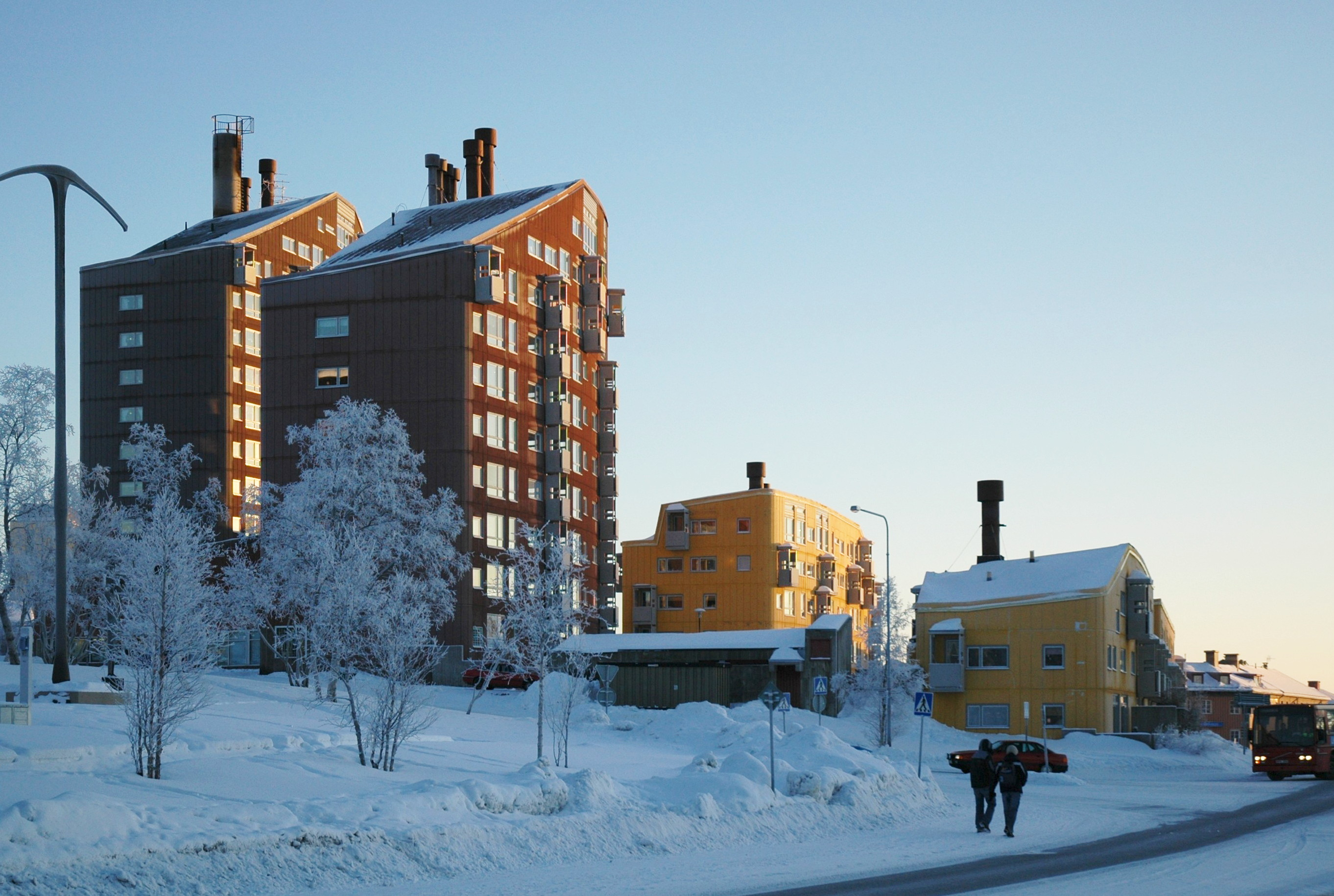
Kvarteret Ortdrivaren: Snusdosan och Spottkoppen till vänster i bild, Mullbänken i mitten och Berlinmuren till höger.

Kvarteret Ortdrivaren var ett arkitektoniskt känt kvarter i centrala Kiruna med modern bebyggelse ritad av arkitekten Ralph Erskine. Kvarteret, som färdigställdes 1961, låg i skärningen av Lars Janssonsgatan, Hjalmar Lundbomsvägen och Seger Svanbergsgatan. Under 2023 revs kvarteret som en del i Kiruna stadsflytt.
I Kirunas centrum revs stora delar av den tidiga bebyggelsen av trähus för högre betonghus på 1960-talet. En av platserna för denna ombyggnad blev kvarteret Ortdrivaren. Kvarteret bestod av flera karakteristiska byggnader. Det fanns två punkthus kallade Snusdosan och Spottkoppen samt två bostadslängor kallade Mullbänken och Berlinmuren. Även den gamla Missionskyrkan var del av komplexet och kallas i folkmun Herrens pris. 
Ralph Erskine tog hänsyn till både det funktionella och det estetiska när han ritade kvarteret.
- Huskropparnas strömlinjeform motverkar oönskad turbulens, och värmeförlust till följd av hög ytarea.
- Takfallen mot norr är skarpt sluttande för att inte skugga bakomliggande byggnader.[1]
- Fickor på taken hindrar snö att falla ner på trottoaren nedanför.
- De små balkongerna är endast påhängda för att minska värmeförlust från huskroppen.[1]
- Balkongerna tänktes kunna fungera som naturliga frysboxar vintertid.
- Balkongerna är placerade på den sydöstra sidan för att fånga upp den tidiga morgonstrålningen som mildrar den kalla nattluften.[2]
- Huskropparna byggdes på en sluttning för att utnyttja strålningen ifrån den låga arktiska solen.[2]

## Byggnader

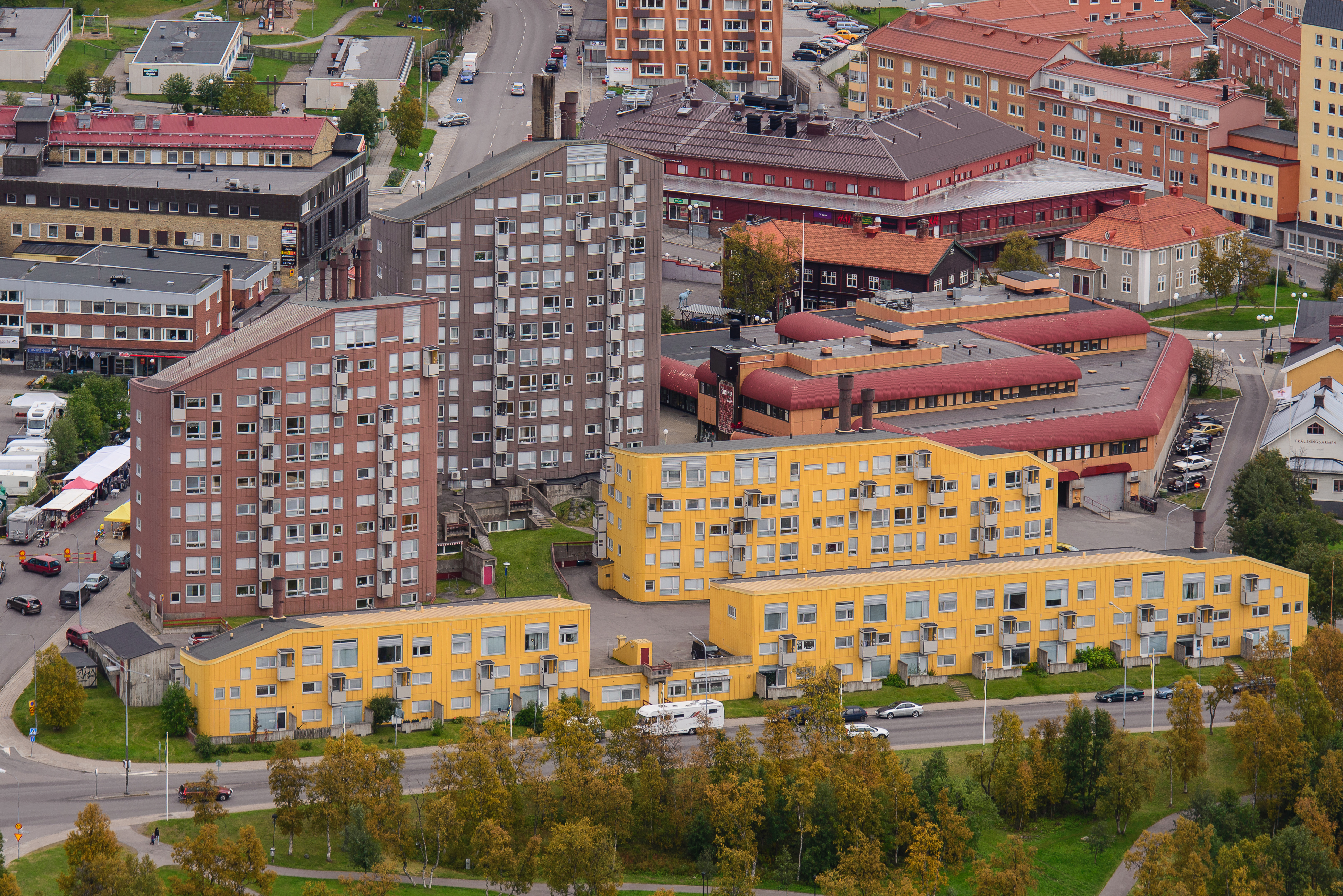
Flygbild över kvarteret.

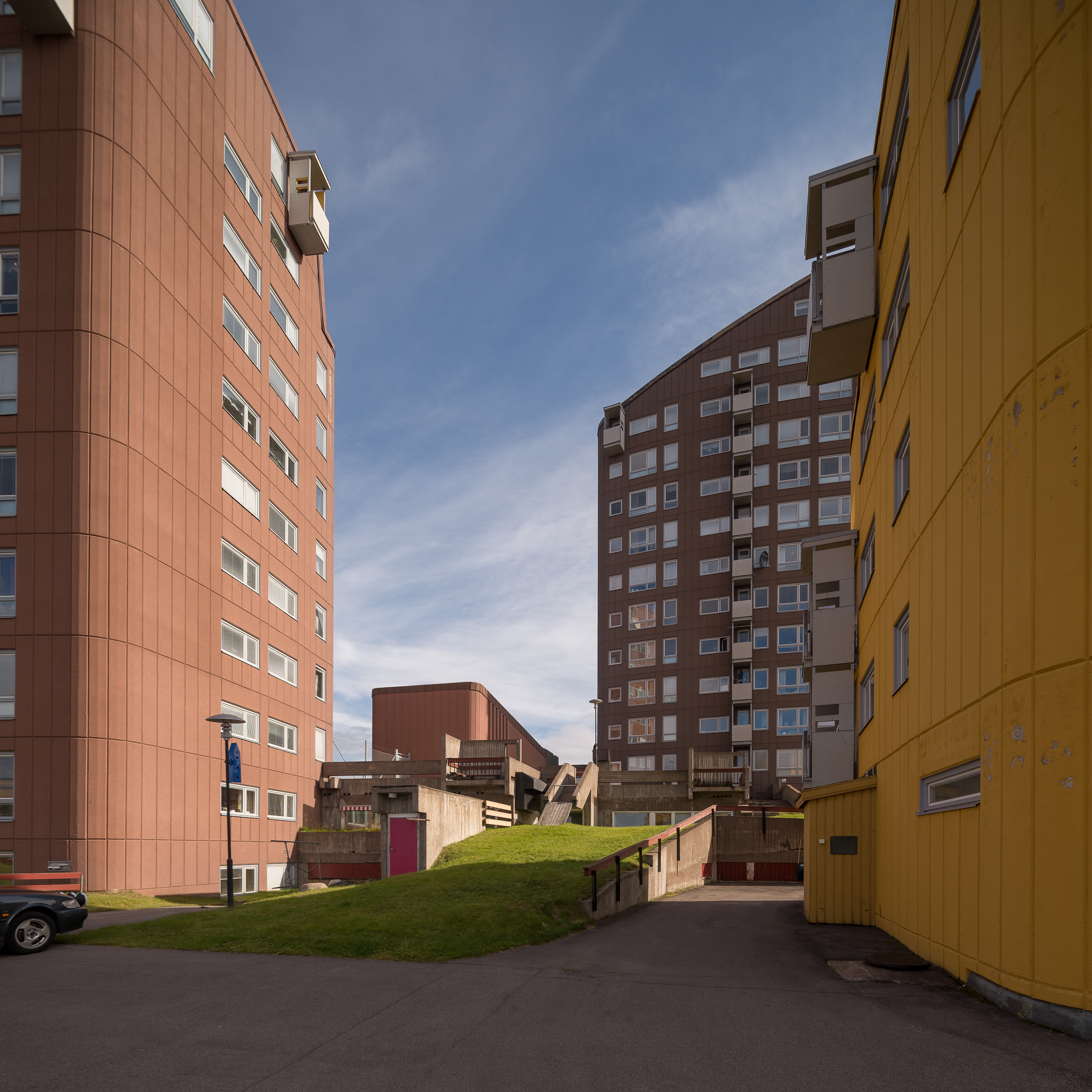
Vy genom kvarteret.

De mest iögonfallande byggnaderna i Kirunas centrum är de två punkthusen som av kirunaborna fått smeknamnen Snusdosan och Spottkoppen. Snusdosan, som är högst, har tolv våningar medan Spottkoppen har tio. Ortdrivaren består också av huskropparna "mullbänken" och "Berlinmuren"
Snusdosan
1961 byggdes det första huset i kvarteret, det högsta brunmålade huset som är 13 våningar högt och i folkmun kallades för Snusdosan. Namnet härrör säkerligen från husets bruna färg och namnet blev snart det officiella namnet på huset. Färgen kallas i Erskines ritningar för Miramatt nr 169.
Spottkoppen
Huset är 10 våningar högt och har en liknande brun nyans som Snusdosan. Fasaden har samma lättbetongplank och svarta plåttak. Huset har samma fönstermodeller som Snusdosan. Det finns tre längor med balkonger på fasaden mot torget och de består av 7, 6 och 6 stycken balkonger sett från den mindre byggnadslängan. Huset innehåller två- och fyrarumslägenheter. 
Herrens pris
I samband med att området byggdes revs en kyrka, vilket ledde till att Erskine ritade en kyrka i det nybyggda området. Kyrkan tillhör Missionskyrkan och är placerad ut mot torget mellan tygaffären och Nordea. Färgen på kyrkan och den lägre byggnadslängan är något rödare och ljusare än de övriga bruna husen.
Mullbänken
Baksidan på Hus 2 och husen 3, 4 och 5 bildar tillsammans ett gårdsrum uppbyggd av ytor med asfalt, kullersten och några få gräsytor. På gården finns en lekplats och några få parkeringsplatser. Parkeringsplatserna är nya inslag och fanns inte där vid byggtiden. Det är en asfalterad yta som känns inramad och har en privat karaktär. Hus tre kallas Mullbänken och är byggt som ett souterränghus med olika höjd. Det är högst mot gården där det är fem våningar högt. Framsidan på hus 3 och baksidan på hus 1 bildar ett mindre uterum med piskställningar.
Fasaden är uppbyggd av gulmålade betongplank med samma utförande som de brunmålade husen. Balkongerna och fönstren är även de av samma typ. Västerfasaden mot gården har 10 balkonger, mot Hus 1 finns 10 balkonger och på gaveln mot hus 2 finns tre balkonger. Det finns två trappuppgångar och dessa nås från österfasaden som vetter mot baksidan av hus 1.
Berlinmuren
Husen ger nästan ett sken av att hänga ihop men det är två fristående hus även om de till utseendet är mycket lika. Längs Hjalmar Lundbomsvägen är husen indragna i gatulivet på samma sätt som de äldre husen längre ned på gatan, vilket ger en kontinuitet och harmoni åt gatan. Hus 5 är längre än hus 4, mot innergården två våningar höga.
Det kanske mest uppseendeväckande med husen är de färgrika ytterdörrarna som är blåa, röda och vita. På hus 4 röda och två vita, det vill säga sammanlagt åtta ytterdörrar. Hus 4 har fyra balkonger in mot gården och fem balkonger ut mot gatan. Mot gatan (Hjalmar Lundbomsvägen) finns också fem uteplatser. På gaveln mot Mangigatan finns en balkong.
Hus 5 har fjorton dörrar in mot gården och sju balkonger. Mot gatan finns åtta uteplatser och åtta balkonger. På ena gaveln finns en balkong.

## Stadsomvandlingen
I januari 2017 köpte LKAB de 138 bostadsrätterna i bostadsrättsföreningen Ortdrivaren. Kvarteret fanns med på listan över de byggnader som kom att behöva rivas pga gruvverksamheten och revs under 2023.

## Bilder

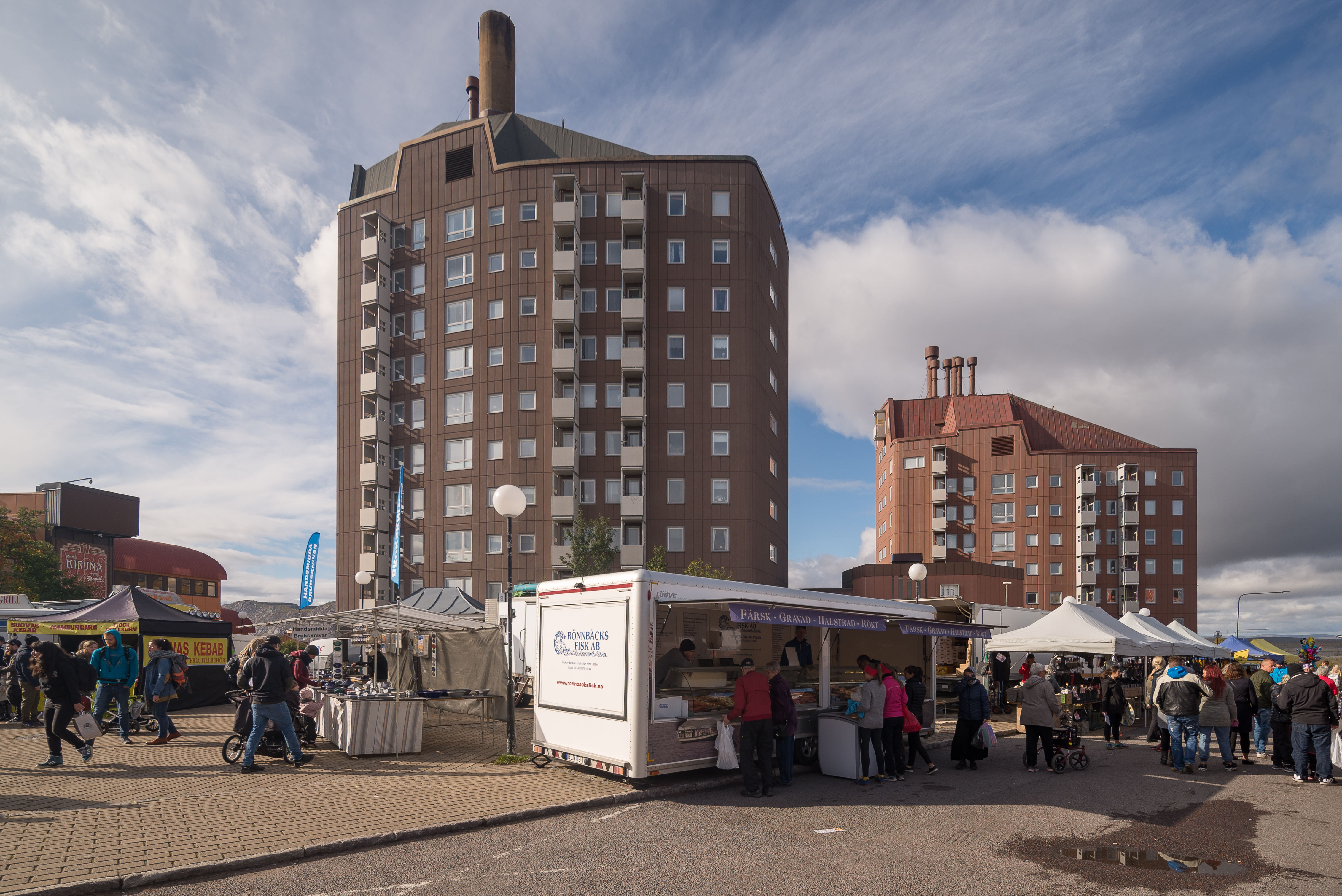
Vy från Vänortstorget.
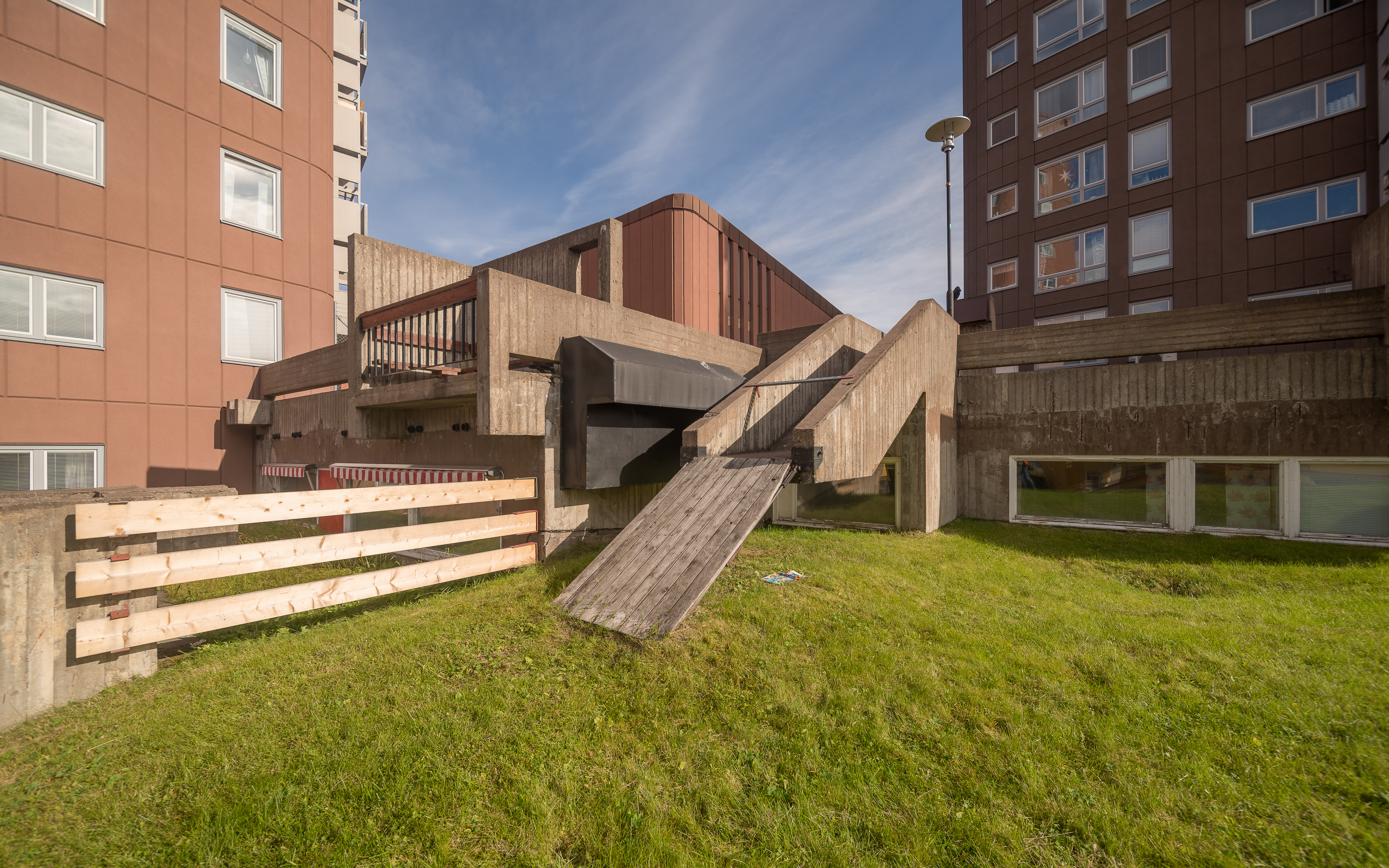
Kvarterets gård.
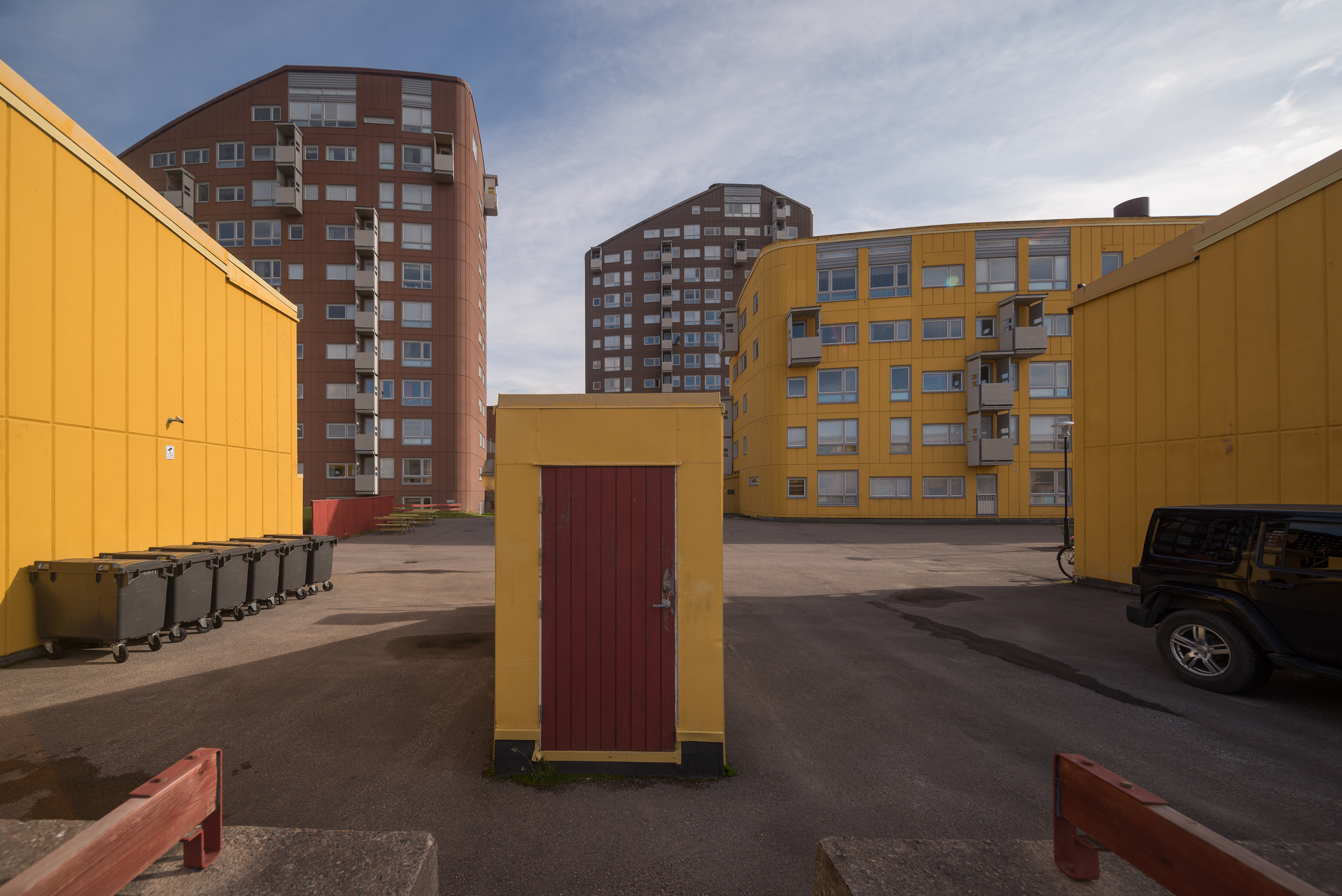
Vy genom kvarteret.
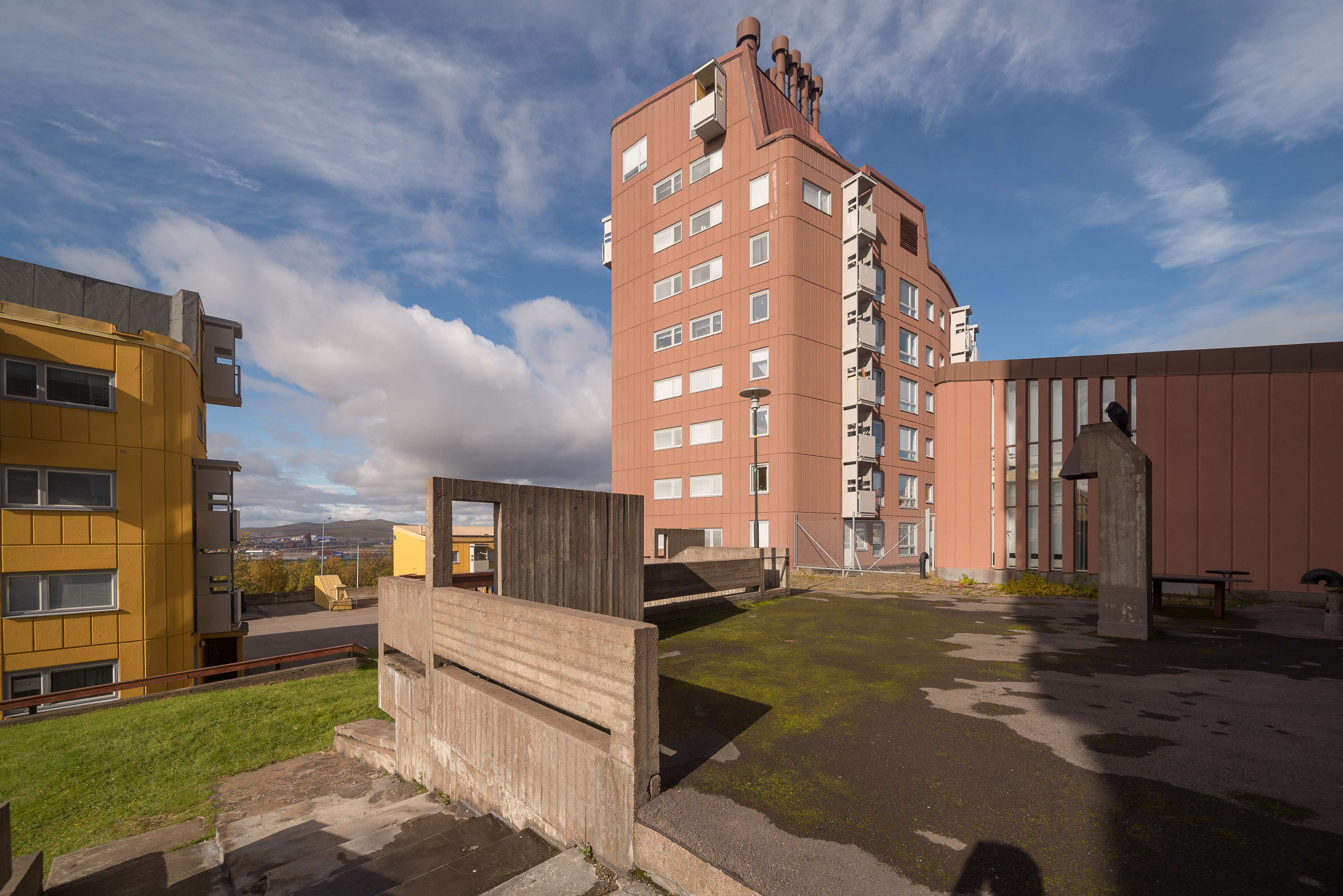
Gården med kyrkan till höger.
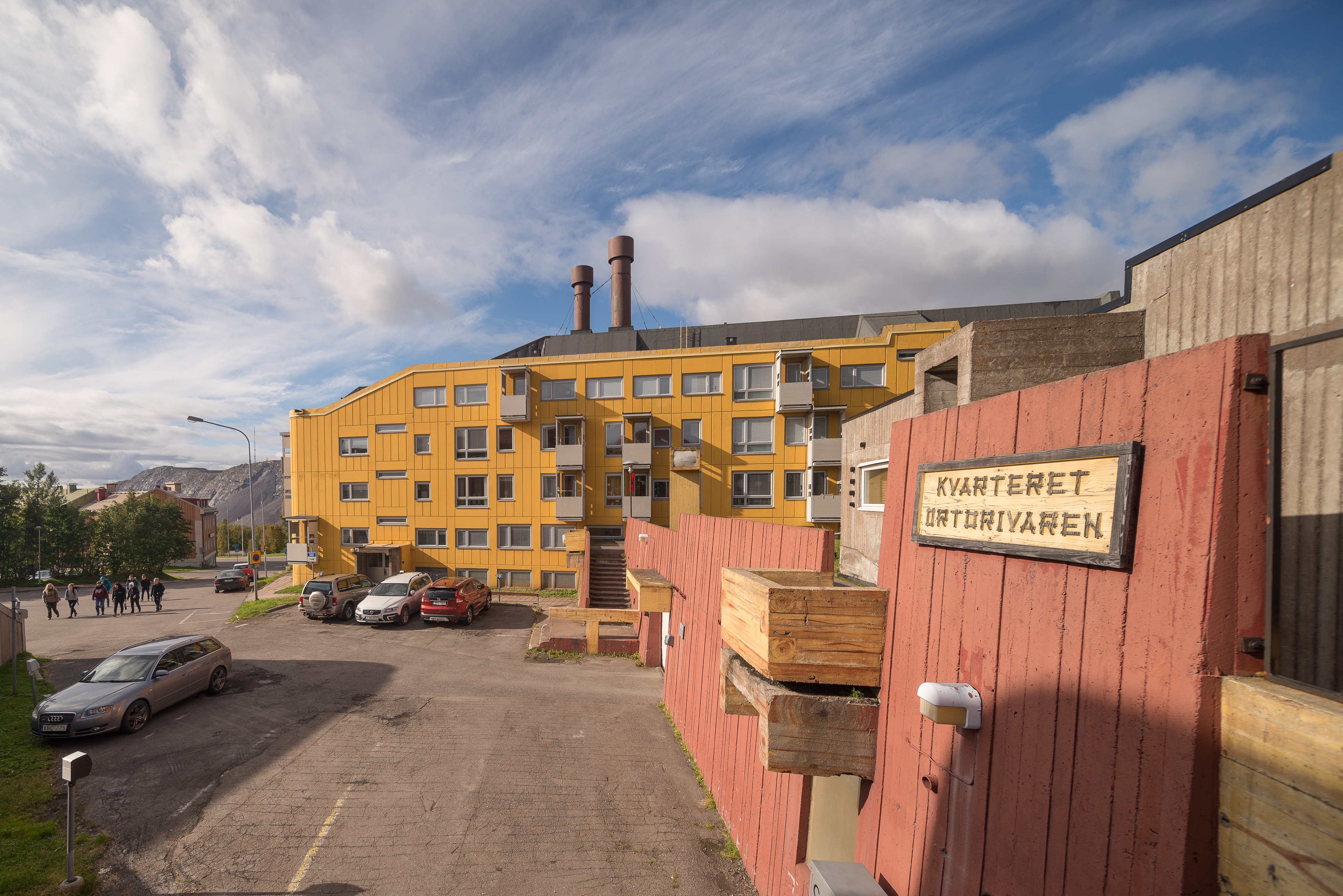
Vy mot Berlinmuren med gruvan i bakgrunden.